# Nou Săsesc
Nou Săsesc (niem. Neudorf) – wieś w Rumunii, w okręgu Sybin, w gminie Laslea. W 2011 roku liczyła 328 mieszkańców.